# 人間になりたがった猫
『人間になりたがった猫』（にんげんになりたがったねこ、原題：The Cat Who Wished to Be a Man）（1973年）は、アメリカの児童文学作家ロイド・アリグザンダーによる喜劇ファンタジー小説である。
1979年に日本でミュージカル化された。

## 小説のあらすじ
人間の言葉が話せる猫ライオネルは、人間になるのが夢だった。ある日ライオネルは、魔法使いの主人ステファヌスに口答えをしてしまう。その「罰」として、ステファヌスはライオネルを2日間人間に変える。
それから、人間の街「ブライトフォード」で、数々の危機に見舞われながらも、ライオネルとその仲間は、「仲間」の必要性、重要性に気が付いていく。

## 邦訳版
- 神宮輝夫 訳『人間になりたがった猫』評論社、1977年。ISBN 9784566011113。

## 劇団四季のミュージカル公演
劇団四季初演は1979年の日生名作劇場。それから何回か全国公演などの公演を繰り返している。劇団四季のファミリーミュージカルシリーズ最多の1900回を記録している。
こころの劇場シリーズとしてブランド展開をしている。
この作品のDVD版もリリースされている。

### スタッフ
（）
- 構成・演出:浅利慶太
- 訳:神宮輝夫
- 作曲:鈴木邦彦
- 振付:山田卓
- 装置:土屋茂昭
- 衣裳:森英恵
- 照明:紫藤正樹
- 編曲:佐橋俊彦
- 台本・詞:梶賀千鶴子

### キャスト
公演によって、配役がその都度変わるため、ここでは過去に当該登場人物を演じた俳優・女優を記す（順不同）。
- ステファヌス：松宮五郎・種井静夫・石波義人・松下武史・維田修二・神保幸由・吉谷昭雄・川地啓友
- ライオネル：市村正親・広瀬正勝・山崎義也・上川一哉・田邊真也・道口瑞之・大塚道人・柿澤勇人・佐藤晃仁・栗原英雄・分部惇平・北村優・森田一輝・橘(宮下)友希
- ジリアン：福井園子・小川美緒・桑野東萌・佐藤朋子・谷口あかり・長谷川ゆうり・坂本里咲・井上智恵・菅本烈子・松元恵美・五所真理子・小坂華加・石村知幸
- タドベリ：井関一・渋谷智也・吉谷昭雄・岡本隆生・飯田洋輔・青羽剛・堀米聰・三宅克典
- トリバー：藤田晶子・服部良子・佐藤夏木・はにべあゆみ・菅本烈子・久居史子・鈴木釉佳之•青山弥生
- スワガード：川原洋一郎・牧野公昭・荒木勝・脇坂真人・加藤迪・瀧山久志・東泰久・福島武臣
- 男性アンサンブル：三宅克典・和泉沢旭・岩城雄太・佐藤晃仁・塩地仁・嶋崎孔明・瀧澤行則・廣野佳亮・渡邊今人・松尾篤・海老沼良和・高橋徹・酒井良太・根本健一・小野功司・藤原岳・関隆宏・瀬沼真幸・天野誠・北山雄一郎・成田蔵人・森健太郎
- 女性アンサンブル：ソンインミ・荒木舞・岩沢英美・手島梓・合田友紀・園田真名美・池田祐子・間しのぶ・成松藍・和田侑子・峰岸由佳・長谷川ゆうり・佐々木杏珠・山西里奈・小島光葉・齋藤舞・中元美里・山下由衣子・今彩乃・高橋あゆみ・原田麦子・勝田理沙・時枝里好・渡辺由紀乃・岡本有里加・勝間千明・脇野綾弓・海野愛理・廣本則子・牧野友紀・大場沙耶・松尾美惠子・西浦歌織

### 公演記録
- 2002年2月16日〜2002年12月23日 - 全国公演（全国各地で初演）
- 2002年10月10日〜2002年10月20日 - 新名古屋ミュージカル劇場（名古屋初演）
- 2004年8月14日〜2004年8月29日 - 福岡シティ劇場（福岡初演）
- 2005年10月28日〜2006年3月31日 - 全国公演（全国各地で凱旋）
- 2008年から約2年間にわたって全国公演（全国各地で3回目）
- 2010年12月8日 - 2011年1月4日 - JR東日本アートセンター自由劇場（「雪ん子」との交互上演・東京初演）
- 2011年4月23日〜2011年5月8日 - 新名古屋ミュージカル劇場（名古屋凱旋）
- 2013年7月12日〜2013年8月25日 - JR東日本アートセンター自由劇場（東京再演）
- 2013年9月21日〜2013年10月6日 - 京都劇場（京都初演）
- 2022年7月23日〜2022年8月28日 - 自由劇場（東京再演）
- 2022年9月10日〜2023年9月10日[4] - 全国公演（全国各地で4回目 , こころの劇場を含む）